# 園部城
園部城（そのべじょう）・園部陣屋（そのべじんや）は、京都府南丹市園部町小桜町周辺にあった陣屋または日本の城。園部城が日本の城郭史で最後の建築物となる。建造物群の一部は府の「暫定登録文化財」に登録されている。

## 概要
小麦山（子向山）標高173.8mの東麓にある台地に築かれ、北側には園部川、西側に半田川を天然の堀として利用し、南側と東側に堀を巡らせ、もっとも外側の低地には2kmに渡り外堀を構えていた。主要部分は京都府立園部高等学校にあった。中世園部城と近世園部城と2つに時代に別けられる。しかし、中世園部城の存在については疑問も呈されている。天守閣はなかったので園部陣屋と呼ばれていたが、小麦山には慶応4年（1868年）建築の三層の小麦山櫓が建っていた。

## 沿革

### 中世園部城
従来、近世園部城以前に中世園部城があったといわれてきた。中世園部城は波多野氏の家臣・荒木山城守氏綱の居城とされ、明智光秀の丹波侵攻に伴い落城したといわれる。
実際、『信長公記』には「四月十日、滝川、惟任、惟住両三人丹波へ差遣され、御敵城荒木山城居城取巻き、水の手を止、攻められ、迷惑致し降参申し退散、去て惟任日向守人数入置き」とあり、天正6年（1577年）4月10日に明智光秀・滝川一益・丹羽長秀が荒木山城守の籠る城を落城させたことが記されている。しかしその城が園部であるとは書かれていない。
荒木氏は天文年間（1532 - 1555年）には波多野氏の傘下として、園部にある室町幕府御料所の桐野河内に税を課すなどしているが、荒木氏の城が園部城だという説は『籾井家日記』に基づいており、『籾井家日記』は史料的信憑性に問題のある近世の軍記物とされている。また、中世園部城の所在地を近世園部城跡などに推定する研究もあるが、近世園部城の築城以前に城があったとする史料も見つかっていない。一方、丹波篠山市の細工所城とその周辺のいくつかの城は荒木氏の城として伝わっており、籠城戦にまつわる伝承や歌が残っている。これらのことから、荒木山城守の居城としての中世園部城の存在は否定されている。

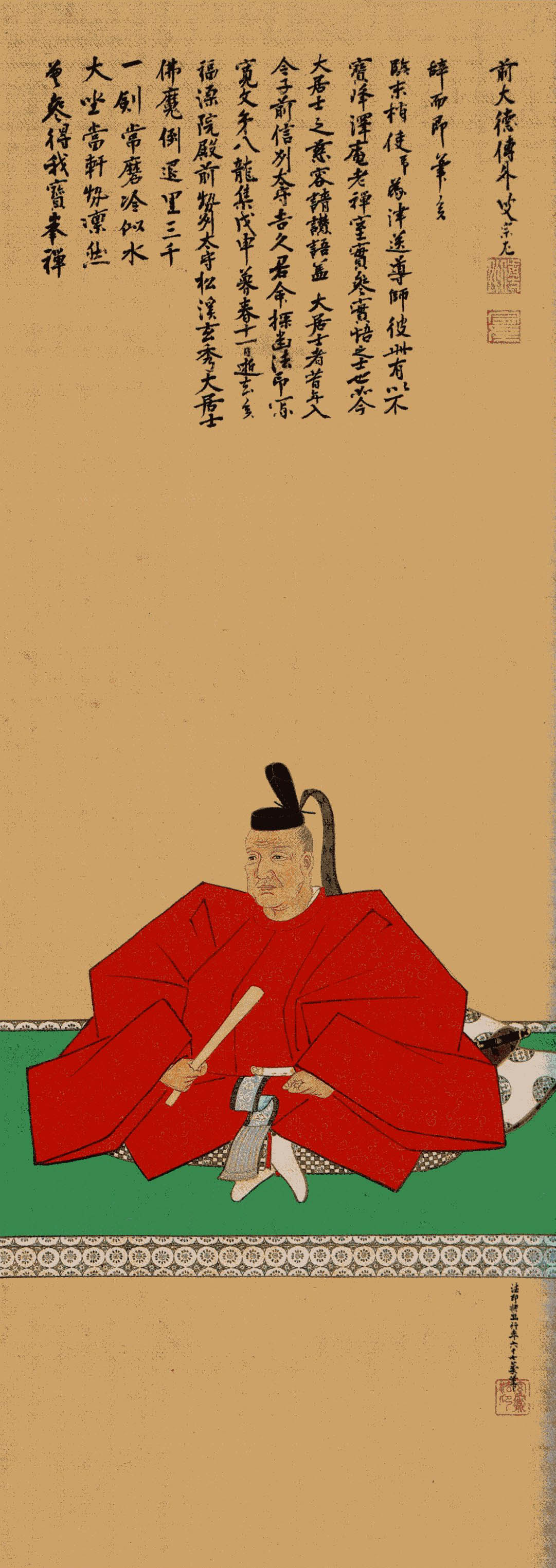
小出吉親像/徳雲寺蔵

### 近世園部城
元和5年（1619年）、外様大名の小出吉親が但馬国出石城より移封され、船井郡、桑田郡、何鹿郡および上野国甘楽郡の約3万石を領する園部藩が誕生した。小出氏は当初、宍人に居館を構えることを計画する。宍人は北野社領船井荘の代官だった小畠氏が拠点としており、小畠氏は江戸期に入っても宍戸に居住していた。丹波に下向した吉親は、京都所司代の板倉勝重の仲介で会った小畠太郎兵衛の居館にしばらく滞在し、そこでの熟考の結果、宍人は拠点にせず園部の小麦山に築城することを決定する。宍人から園部に拠点を変更した理由について明確な史料はないが、水運と交通の利便を考慮した可能性があると推測される。小麦山麓での「御屋敷」築城に際して園部村周辺の住民は土地交換を行った。一般に近世城下町は大名が主導するとされるが、土豪、農民ら地域住民が協力した点が園部陣屋築造の特徴となる。小出吉親は元和5年（1619年）から7年（1621年）までを宍人で過ごし、園部陣屋と城下町の完成を待って園部に入った。徳川幕府より城と称する事は許されなかったが、小麦山南東の丘陵に方形居館、武家屋敷を構え、周囲には外郭線を築いた本格的な城だった。小出吉親を影で支えていた小畠太郎兵衛は宍人に在住し続けたが、寛永3年（1626年）に250石で召出され園部に移った。
小麦山には生身天満宮があったが、城から見下ろすのは畏れ多いとして、築城から三十数年後の承応2年（1653年）9月4日、東南へ約500m山麓に遷している。生身天満宮は菅原道真が在世中から祀られている全国にただ一つしかない神社として知られている。

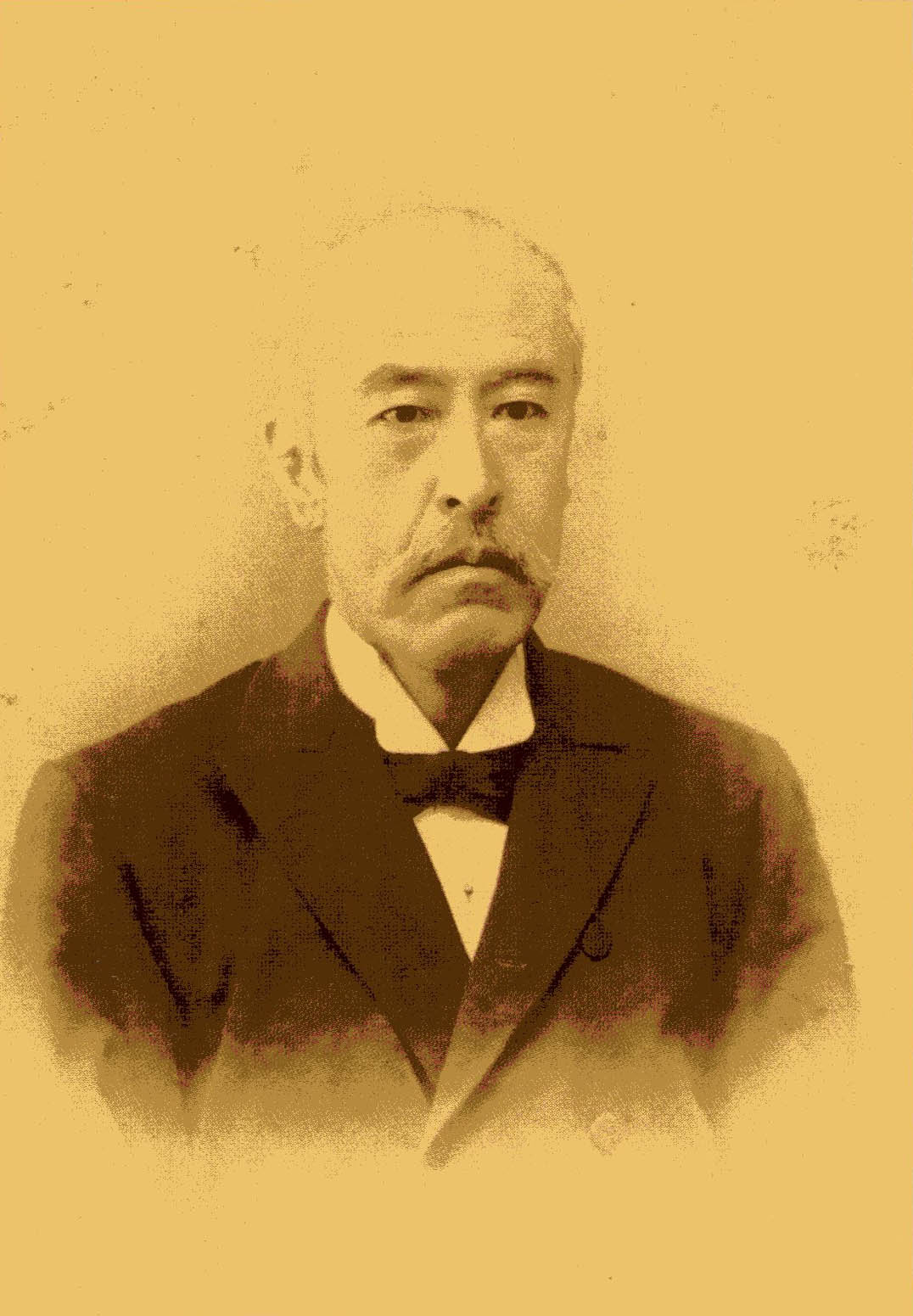
小出英尚像/個人蔵

藩主の小出氏は外様大名ながら、4代英貞、5代英持と2人の若年寄を輩出している。その後10代藩主・小出英尚の時に明治維新を迎えるまで、250余年にわたり一度も国替えはなかった。
10代にわたる歴代城主は、Template:園部藩主も参照。
無城主格の小出氏はその居所も陣屋と呼ばれ、園部陣屋には天守はおろか櫓や櫓門の建築も認められてこなかった。

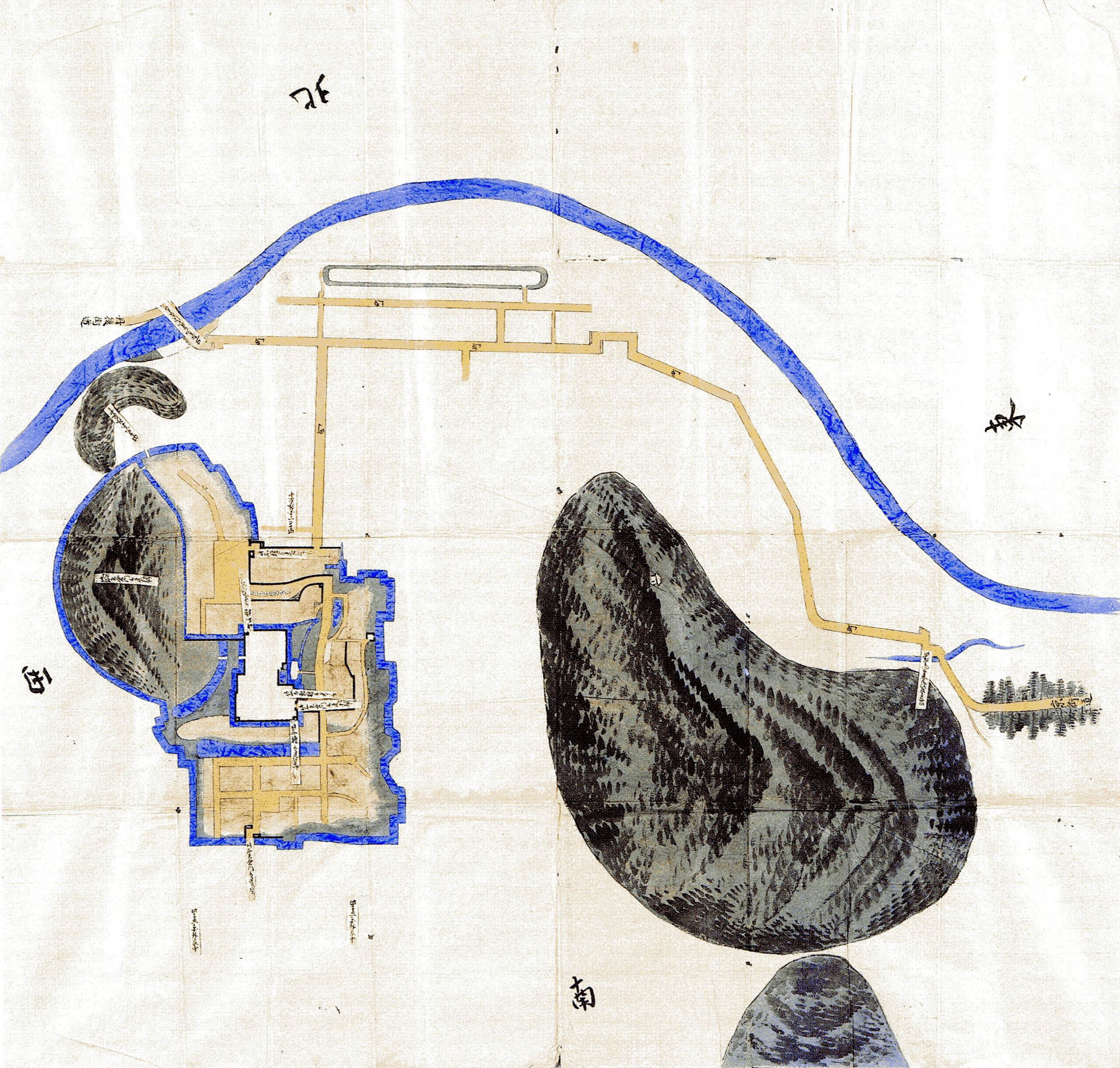
園部陣屋修築願絵図/個人蔵

幕末の動乱の中、京都に近いという園部の地理的状況もあって、元治元年（1864年）12月、園部藩は幕府に新規築城を願い出た。この時の申請の内容は、櫓門3ヵ所や櫓9ヵ所を建て、既にある本丸以外の塀に狭間を設置するというものだった。この時は京都所司代の松平定敬から老中へ回されたものの無城主格として却下。引き続き交渉を行った結果、慶応3年（1867年）10月に将軍・徳川慶喜より内諾を得られた。その直後の大政奉還により沙汰止みとなったが、改めて明治新政府に願い出て認められ、慶応4年（1868年）1月28日、「叡慮」をもって守衛のための築城が認められたと、園部藩から村方に廻状が出されている。この頃より普請が始まり、明治2年（1869年）8月28日、上棟式が挙行された。櫓門が3ヵ所、巽櫓や小麦山の三重櫓などの櫓が5ヵ所建てられ、堀も造成され、園部陣屋は園部城へと生まれ変わった。
明治4年（1871年）7月、廃藩置県が施行されると園部藩も廃止され園部県となり、園部城にはそのまま園部県庁が置かれた。しかし園部県はすぐに廃止され京都府園部支庁となり、1872年（明治5年）に、現在まで残る建物以外は官有地や民間に払い下げ、政治機能としては役割を終えた。城の中心地は小学校となったが現在は京都府立園部高等学校の敷地となり、隅櫓や櫓門など一部の建物が現存する。巽櫓、校門（櫓門）、茶所（番所）は2017年（平成29年）に府の暫定登録文化財に登録された。

## 城郭

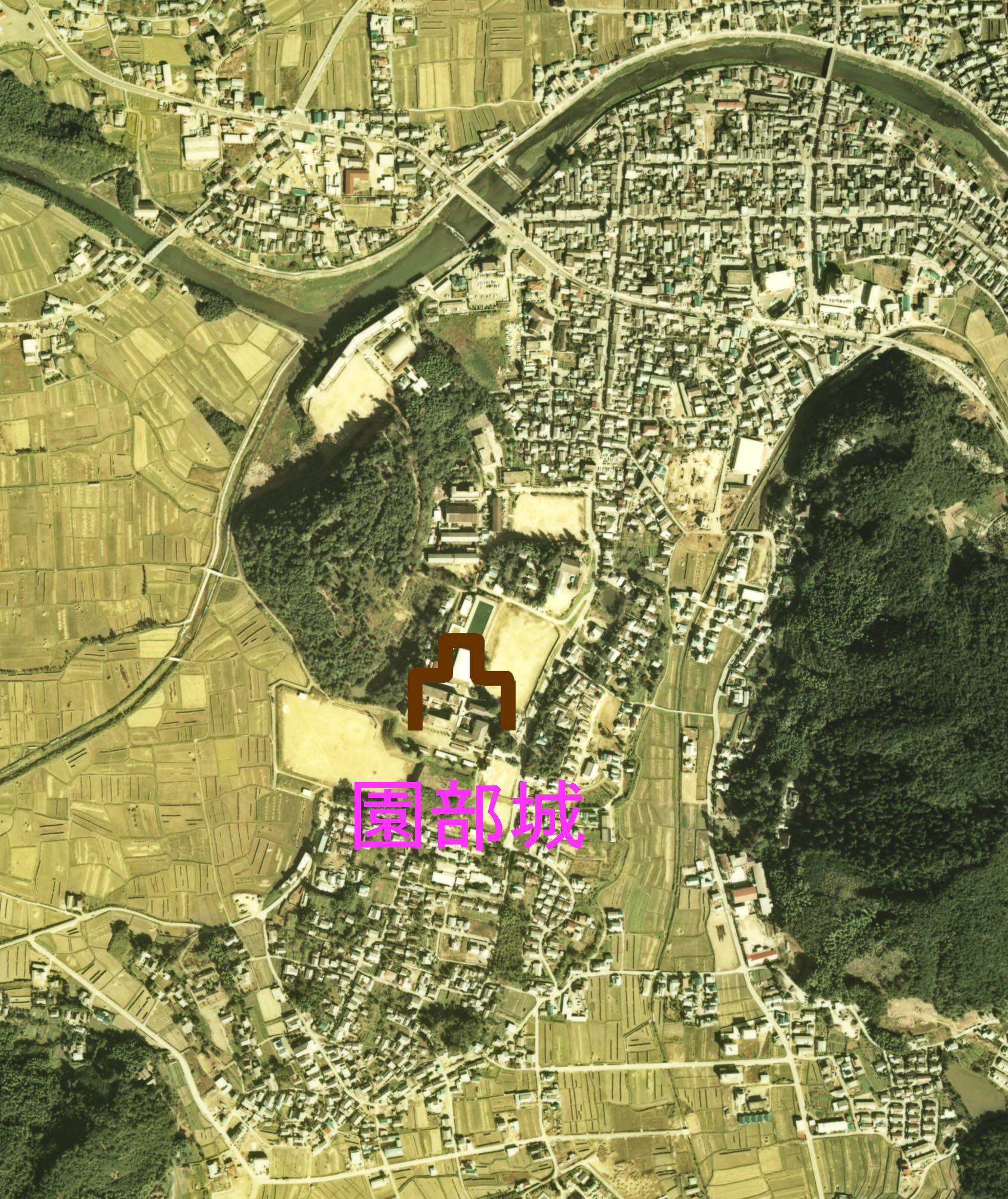
園部城と周辺地域の空中写真/

### 園部陣屋時代
近世園部城の当初は、徳川幕府に絵図を提出しながら進められていたようで、櫓を築造するようだったが、二重の堀や狭間を設けた塀もあるという事で、櫓の建設は見送られた。徳川幕府の制度上では陣屋という扱いになるが、規模としては惣構えで、南北約650m、東西約450mもあり、城と呼べる規模であった。
園部陣屋にも城下町があり、1619年（元和5年）に陣屋と共に町場が整備されたことから始まる。町場の用地拡大と陣屋の防御的な効果も得るために、現在の国道9号沿いを東流していた園部川を北側に湾曲される工事を行ったとされ、その名残として小出吉親の号にちなんだ「意閑堤」という名称の堤がある。普請した城下町は6町で、陣屋の北側と南側に位置した。北側には「宮町」、「上本町」、「本町下之町（本町）」、「新町」、「裏町（若松町）」があり、南側には「大村町（城南町）」が広がり、当初の町家数は430軒あまりであった。町の両端になる園部大橋詰と新町詰には、それぞれ番小屋を設け城下への出入り口を監視していた。
現在の園部大橋上流部付近の川岸は「運上（うんじょう）」と呼ばれ、園部川舟運の積出地と伝えられている。この運上と大橋下の石堰との間は禁魚区になっており、藩主をはじめ御殿女中に至るまで遊興に供じたとされる場所である。

札之辻より東の道筋にある本町は、参勤交代の大名や幕府役人等の休泊施設となる本陣、脇本陣が置かれており、城下町の中心地であった。本町の北側には裏町があり、そのさらに北に馬場や倉庫などがあった。城下町にはいくつかの寺院があり、それら寺院は町場に向かう道沿いや枡形の隣にあることなどから、ある程度の防御機能を考えて配置されたものとみられる。

### 園部城時代
西部の小麦山の山頂には三層の小麦山櫓が建っていた。計画時には櫓門を3ヵ所と本丸の4ヵ所を含む9ヵ所の櫓が建設予定であったが、最終的には櫓門3ヵ所と本丸の巽櫓、太鼓櫓、巣鴨櫓、乾櫓の4ヵ所と小麦山櫓を含む計5ヵ所の櫓が建てられた。現存しているのは、巽櫓、城門の櫓門（高校の校門）、番所、太鼓櫓（八木町の安楽寺に移築）や、石垣の一部や堀も埋め戻され幅も狭くなった部分もあるのがその痕跡をとどめている。外堀は小麦山を囲んで2kmもあった。
園部城の本丸は南北に長く、長方形に多くの屈曲をつけた形状であった。1869年（明治2年）に新築完成した日本の城郭史の中で最後の建築物となる。二重櫓、番所、櫓門は一直線上に並び、付属の土壁とともに現存している。二重櫓は、本丸の南東にあり、南東を表す巽櫓と呼ばれている。本丸には4つの二重櫓が建っていたが巽櫓が最大の櫓で園部城の象徴でもあった。巽櫓以外の櫓や城門は1872年（明治5年）入札によって払下げたのちに、破却もしくは城外に移築されている。
巽櫓1階の内部は半間の幅の武者走りが四周にあり、その内側が1室の部屋となっている。巽櫓のような中規模の櫓で武者走りを持つような例は少なく、立派な造りになっている。巽櫓は、1階の東と南面に大きな出窓を設けている。巽櫓のような中規模の櫓の出窓の間口は一間ほどが普通で、巽櫓の出窓は大き過ぎると言える。櫓の出窓は軍事的に重要な設備で、出窓の側面に狭間を設けて城壁に近づく敵兵に横矢を加えたり、下方の石垣より外に張り出した出窓を石落としとして、櫓の直下に近づいた敵を撃退したりすることができる。しかし巽櫓の出窓は十分に張り出しておらず、単なる飾りにしかならない。また巽櫓は一般の櫓に比べ軒の出が非常に長く、城郭らしくなく社寺建築のように見える。このほか、櫓門も城郭としては変わった特徴を持つ。まず第一に、2階の梁が頭をぶつけるほど低く、鉄砲や弓を自由に扱えず、格子の下の壁も低すぎて敵からの銃弾も防げない。第二に、正方形の大型の狭間のような窓が正面の格子窓の両脇や側面、背面に設けられており、これらは窓としては小さくて格子もなく、鉄砲狭間としては大きすぎ、大砲を撃つ特別な狭間のようにも見える。第三に、2階の柱の立て方が櫓門らしくなく、一般的な櫓門に比べて整った外観になっている。このように園部城の巽櫓や櫓門は城郭としては変わった特徴が数多く見られ、社寺建築のような趣がある。この建築に携わった大工やそれを指導した園部藩が城郭に十分な心得がなかったものとも考えられる。
|  |  |  |

### 小麦山
|  |  |  |

### 古絵図
|  |  |

|  |  |

## 城跡へのアクセス
- 電車でのアクセス 
  - JR西日本　山陰本線　園部駅
  - 徒歩 約20分
- 車でのアクセス 

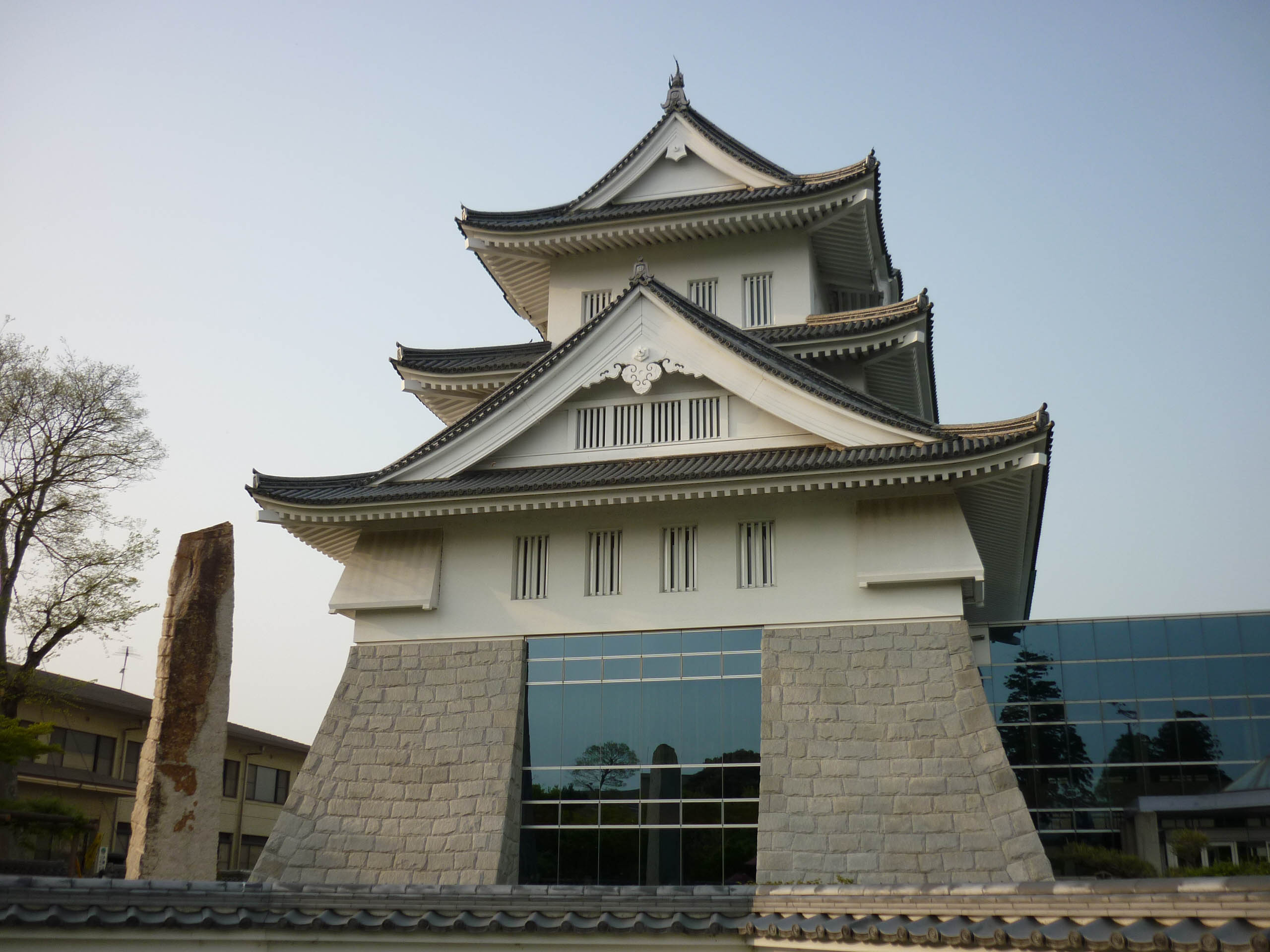
南丹市国際交流会館（城内）

  - 京都縦貫自動車道　園部IC　→　京都府道19号　→　国道9号
  - 園部総合公園の無料駐車場有り